# Взаимно училище Св. св. Кирил и Методий (Кюстендил)
Взаимното училище „Св. св. Кирил и Методий“, наричано още и Килийното училище, е светско начално училище в Кюстендил, функционирало през периода 1849 – 1888 г.
Първото българско училище в Кюстендил е създадено през 1820 г. в двора на църквата „Успение Богородично“ в специално построена сграда северно от църквата, където днес се издига камбанария. То е килийно училище и фунционира до 1849 г., когато при учителстването на учителя Никола Тонджоров в югозападния ъгъл на църковния двор е построено новата сграда на взаимното училище, а старото килийно училище е съборено.
Първоначално е изградено масивното тяло на 3-корабната училищна зала с размери 15 х 10 м. 6 бр. дървени колони носят таван тип „слънце" с дълбоки изписани холкели с полихромно фреско – растителни мотиви и учебни помагала – глобус, календар, кристал, стереометрична фигура. Над входа от север е запазено стенописно пано с растителни орнаменти и надлис: „Общонародно мъжко българско училище, посвятено на Св. свети Кирил и Методий“.
През 1850-те години са пристроени 2 стаи от север с 2-странно стълбище и кьошк. За първи път на 11 май 1867 г., по време на учителствуването на Михаил К. Буботинов, се празнува по най-тържествен начин празникът на народните просветители Кирил и Методи и училището е наречено на тяхно име. След Буботинов за главен учител е назначен Тодор Пеев. След Освобождението броят на учениците се увеличава значително. През 1890-те години от юг се изграждат 2 стаи и коридор във връзка със строежа на новата сграда на Педагогическо училище. Трите строителни етапа са установени по време на консервационно-реставрационните работи (1977 – 1981).
Правоприемник на взаимното училище (като институция) е днешното Първо основно училище „Св. св. Кирил и Методий“.
През 1980-те сградата на взаимното училище „Св. св. Кирил и Методий“ е адаптирана за комплексен център „Знаме на мира". Училището е собственост на Община Кюстендил, обявено е за паметник на културата.